# Coracina schisticeps
El oruguero cabecigris (Coracina schisticeps) es una especie de ave paseriforme en la familia Campephagidae.

## Distribución y hábitat
Se lo encuentra en Nueva Guinea.  Sus hábitats naturales son los bosques bajos húmedos subtropicales o tropicales y los manglares subtropicales o tropicales.